# علمی تخیلی لیبرترین
علمی تخیلی لیبرترین (به انگلیسی: Libertarian science fiction) زیرژانری از داستان‌های علمی-تخیلی است که بر سیاست و نظم اجتماعی فلسفه‌های لیبرترینیسم راست و با تأکید بر فردگرایی و مالکیت خصوصی ابزارهای تولید، و حکومت‌محوری‌ستیزی تمرکز دارد.
به عنوان یک مقوله، ادبیات تخیلی لیبرترین غیرمعمول است زیرا اکثریت قریب به اتفاق نویسندگان آن خود را نویسندگان علمی تخیلی معرفی می‌کنند.

## نمونه‌ها
- پول اندرسون، بی‌آتش‌بس با پادشاهان (۱۹۶۳)
- رابرت هاینلاین، ماه خاتونی خشن است (۱۹۶۶)note
- آیرا لوین، این روزگار محشر (۱۹۷۰)
- لری نیون و جری پورنل، چکش لوسیفر (۱۹۷۷)
- آین رند، اطلس شانه بالا انداخت (۱۹۵۷)
- اریک فرانک راسل، ...و سپس هیچ، انفجار بزرگ (۱۹۶۲)[۳][۴]
- نیل استیونسن، رمز ارز (۱۹۹۹)
- جک ونس، امفیریو (۱۹۶۹)